# 라로셸 공성전
라로셸 공성전은 1627년-1628년까지 프랑스 국왕 루이 13세의 국왕군과 라로셸(La Rochelle)의 위그노들(Huguenots) 사이에서 일어난 전투이다. 이 공성전은 프랑스의 로마 가톨릭교회와 프로테스탄트 사이에서 일어난 긴장의 절정에서 발생했고, 루이 13세와 가톨릭의 승리로 끝났다.

## 배경

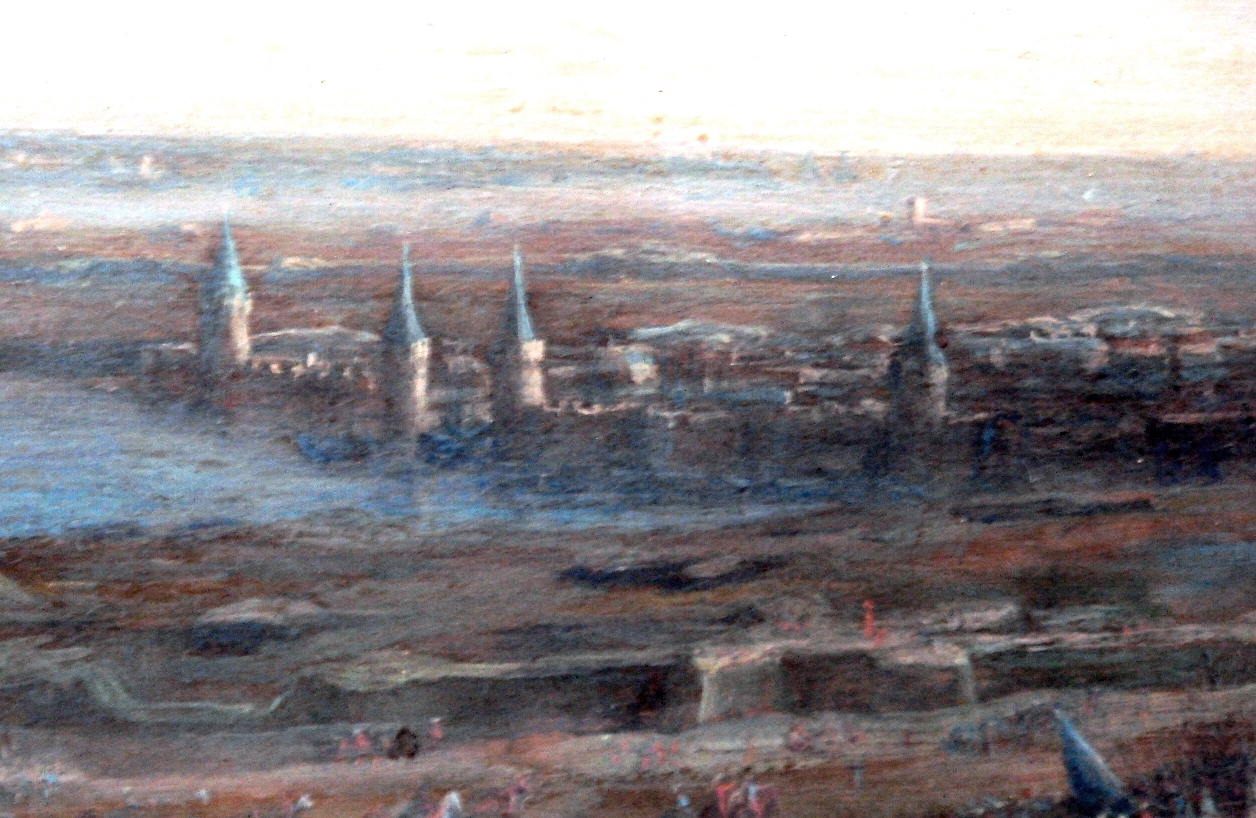
공성전 기간 라 로셸. 클로드 로랭의 세부묘사 Le siège de La Rochelle, 루브르 박물관.

프랑스의 앙리 4세가 공포한 낭트 칙령(Edict of Nantes)에 의해 위그노에게 많은 특권이 부여되었다. 라 로셸은 개신교를 믿는 위그노들의 자치가 이루어져 그들의 본거지가 되었다. 이 지역은 위그노의 해상세력의 중심이 되었고, 중앙정부에 대한 저항의 거점이 되었다. 라 로셸은 당시 도시민이 30,000명을 넘어 프랑스에서 두 번째 혹은 세 번째에 해당하는 거대한 도시가 되었다.
1610년 가톨릭교도에 의해 앙리 4세가 암살되고, 9살에 어린 루이 13세가 즉위하였고 모후 마리 드 메디시스의 섭정이 시작되었다. 마리는 개신교에 대한 관용 정책을 버리고 친가톨릭 정책으로 회귀하였고 프로테스탄트 세력은 위축되었다. 이 때문에 로앙 공작 앙리(Henri de Rohan)와 그의 동생 수비즈 공작은 프로테스탄트의 저항세력을 조직하기 시작했고, 1621년 위그노 반란을 일으켰다. 루이 13세는 1621년-1622년에 생장당젤(Saint-Jean d'Angély)을 포위해 함락시키고, 라 로셸의 봉쇄를 기도했으나 전황이 교착되어 몽페리에 협정( Treaty of Montpellier)을 맺고 종결시켰다.
1625년 로앙과 수비즈는 다시 무장봉기를 일으켰으나, 루이 13세에게 레 섬의 점령(Capture of Ré island)에 의해 종결되고 말았다. 이 사건 후, 루이 13세는 위그노의 제압을 바라고 재상 리슐리외 추기경도 위그노 제압이 왕국의 최우선과제라고 선언했다.

## 잉글랜드의 개입
영국과 프랑스의 분쟁은 1624년 잉글랜드가 합스부르크 왕가와 대항하기 위해 프랑스와 동맹을 시도한 것이 실패했기 때문에 일어나게 되었다. 1626년 리슐리외 추기경은 스페인과의 비밀강화를 체결했고, 이것으로 인해 잉글랜드 왕비 헨리에타 마리아(Henrietta Maria’s)의 친가였던 부르봉 왕가와 분쟁을 일으키게 되었다. 게다가 프랑스는 잉글랜드를 "국익에 해를 가하는 존재"(for reasons of state)라고 확신하고 해군력을 증강하기 시작했다.
1626년 6월 월터 몬터규(Walter Montagu)가 프랑스로 건너가 불평을 품은 귀족과 접촉해 프랑스 국내에서 반란을 모의했다. 계획은 반란을 지원하기 위해 잉글랜드 함대를 파견하고 로앙 공작 앙리와 수비즈 공작이 이에 호응해 새로운 반란을 일으키는 것이었다.

### 제1차 라 로셸 파견군
잉글랜드 왕 찰스 1세(Charles I)는 총신 제1대 버킹엄 공작 조지 빌리어즈가 이끄는 80척의 함대를 라 로셸의 위그노 반란군을 지원하기 위해 파견했다. 1627년 6월 버킹엄 공작은 라 로셸 사이의 연락선을 확보하고 도시를 지원하기 위해 6,000명의 부대를 연안에 있던 일 드 레(Île de Ré)의 섬에 상륙시켜 영국-프랑스 전쟁 (1627년-1629년)이 시작되었다.
당초 라 로셸은 국왕과 전쟁을 하는 것을 두려워해 버킹엄 공작과 동맹선언을 거절하고, 버킹엄 함대의 입항을 거부했으나 9월에 국왕군과 첫 충돌이 일어났기 때문에 동맹을 밝히게 되었다.
비록 일 드 레는 프로테스탄트의 거점 중 하나였으나, 국왕에 대한 반란에 가담하지 않았다. 버킹엄 공작 휘하의 잉글랜드군은 섬의 중심도시 생마르탱에서 생마르탱드레 공성전 (1627년)을 벌였으나 도시는 3개월에 걸쳐 완강하게 저항했다. 국왕군의 소형선박이 잉글랜드 함대의 봉쇄를 비밀리에 뚫고 도시에 보급을 실시했다. 버킹엄 공작은 자금과 지원이 바닥났고, 거기에 질병이 그의 군대를 악화시켰다. 버킹엄 공작은 생마르탱에 최후의 공격을 가했으나, 막대한 피해를 입고 격퇴되어 함대는 철수 하였다.

## 공성전

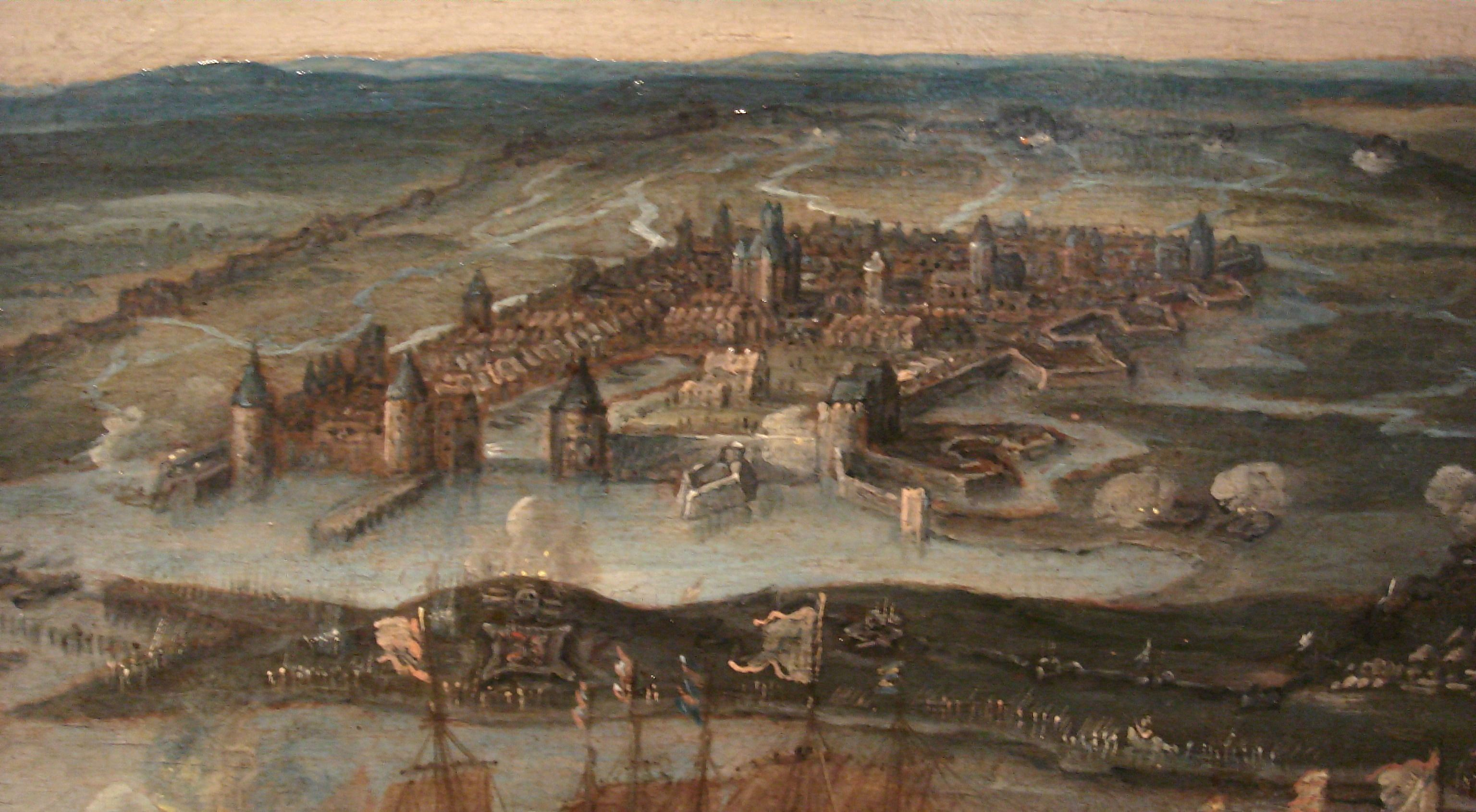
공성전 기간 라 로셸.

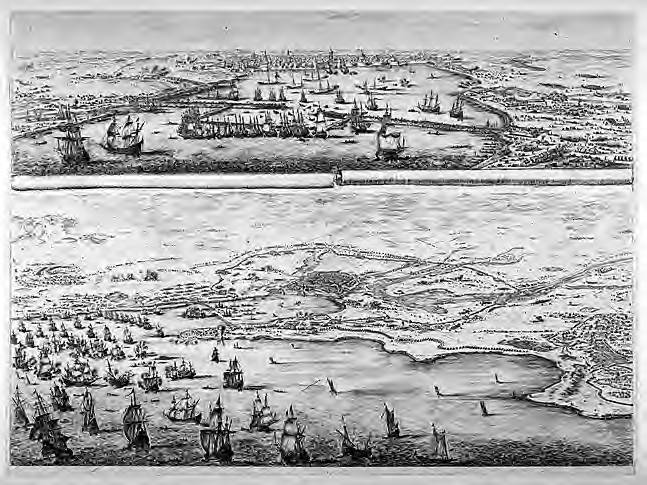
라 로셸의 공성전(지도), 스테파노 델라 벨라, 1641

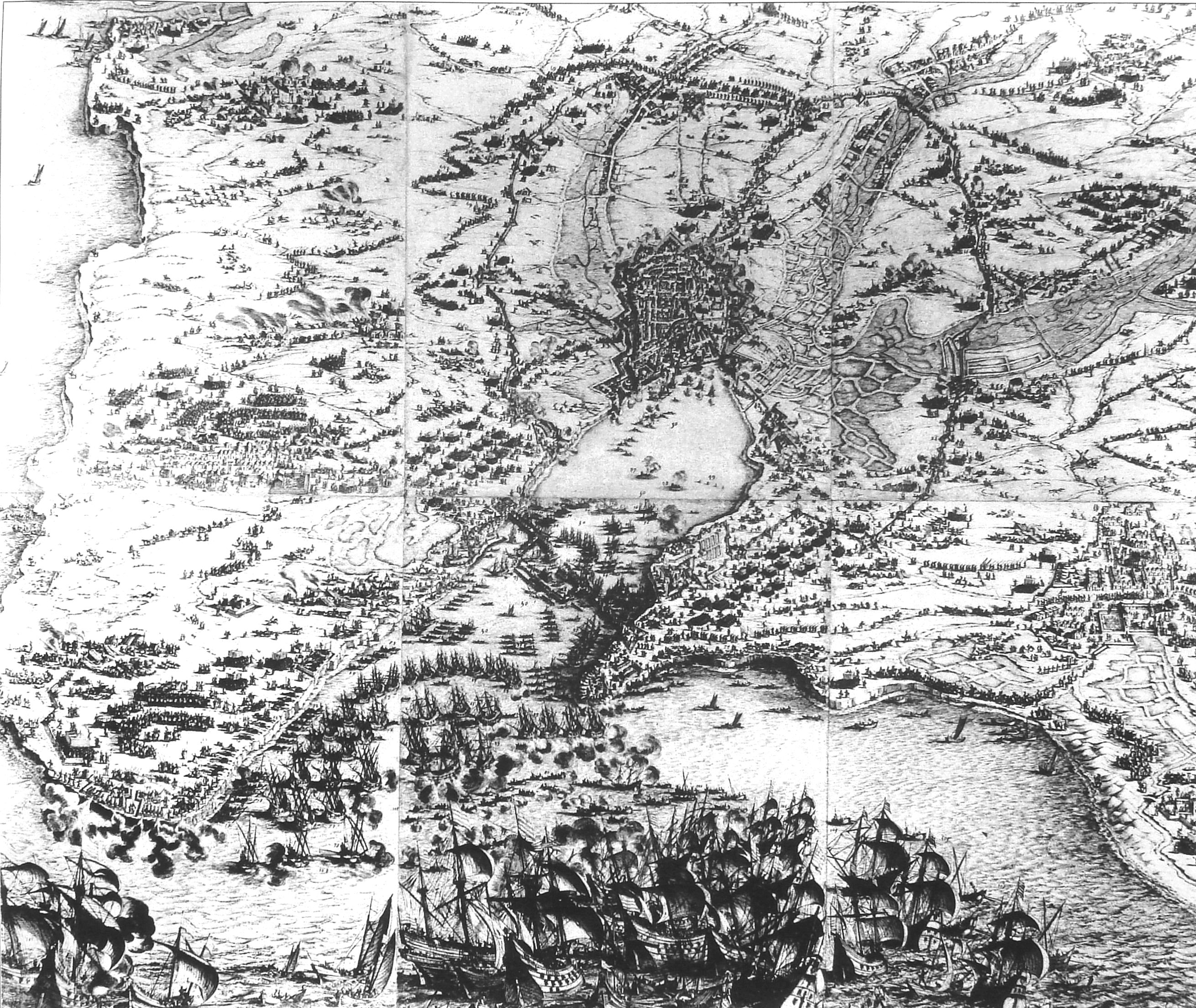
라 로셸을 포위한 국왕군의 요새와 군대, 자크 칼로, 1630년.

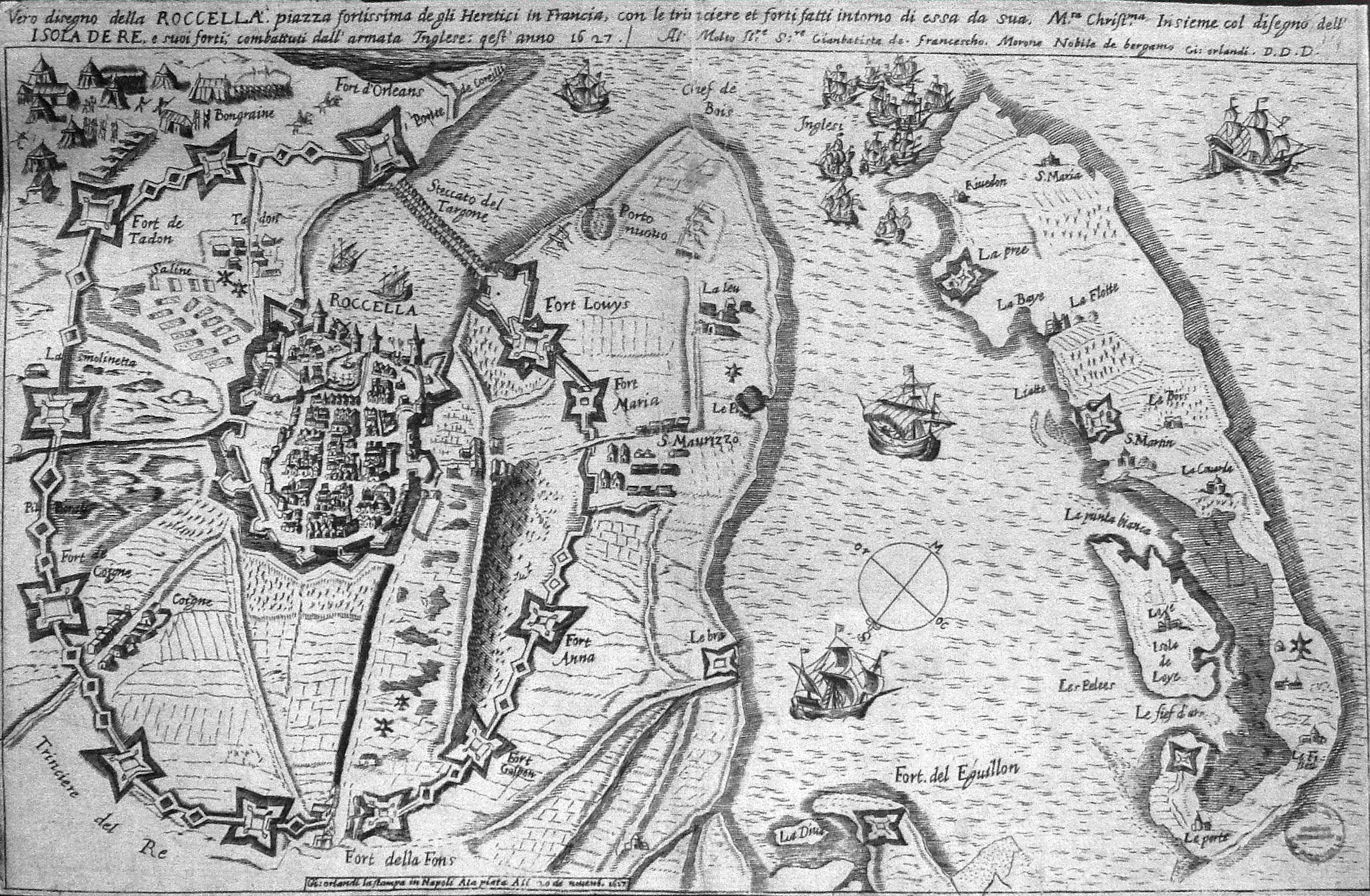
라 로셸 공성전, 근처에 일드레가 있다. G.올란디, 1627년.

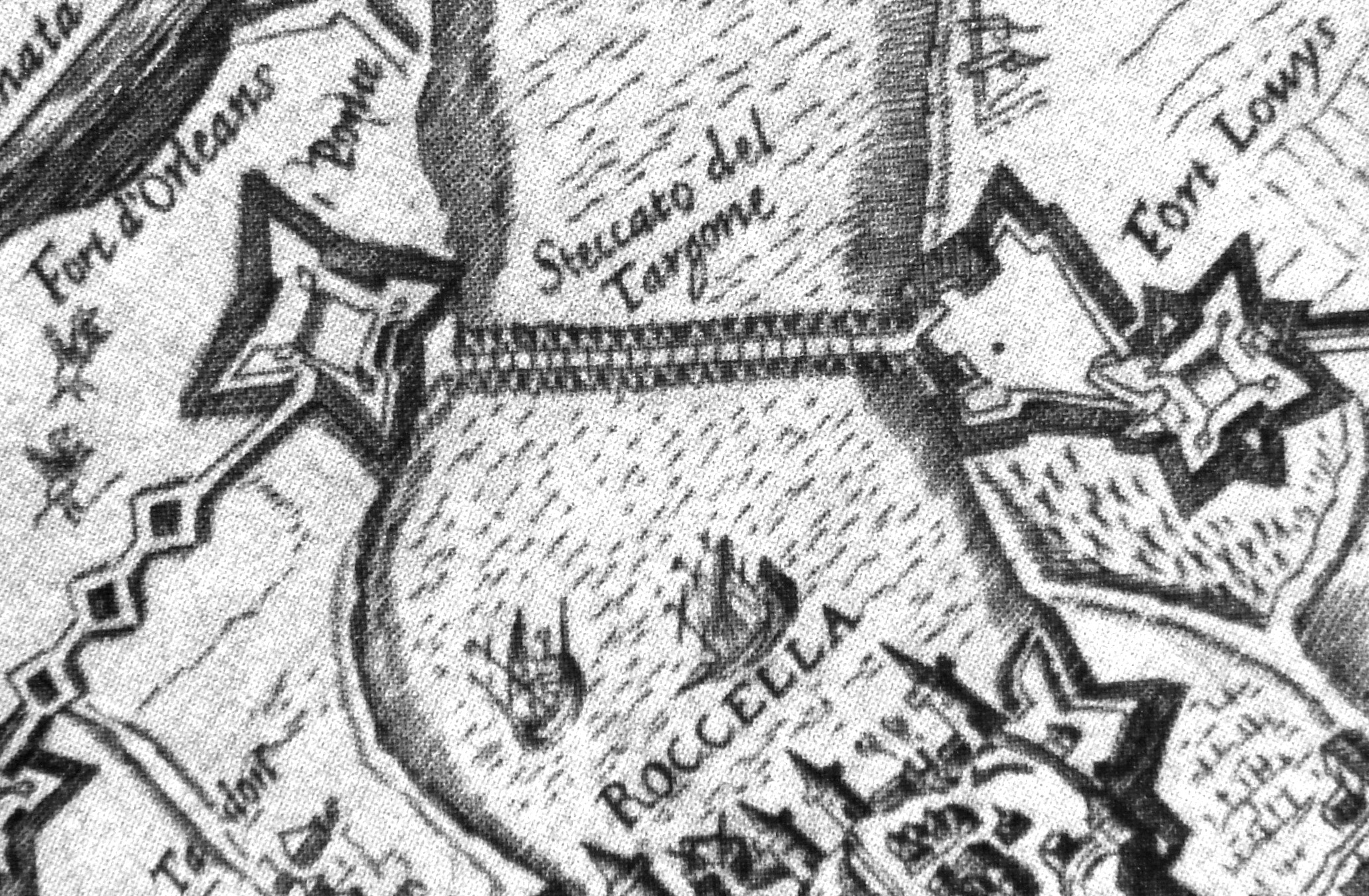
폼페오 타르곤이 건설한 첫 방파제, 1627년.

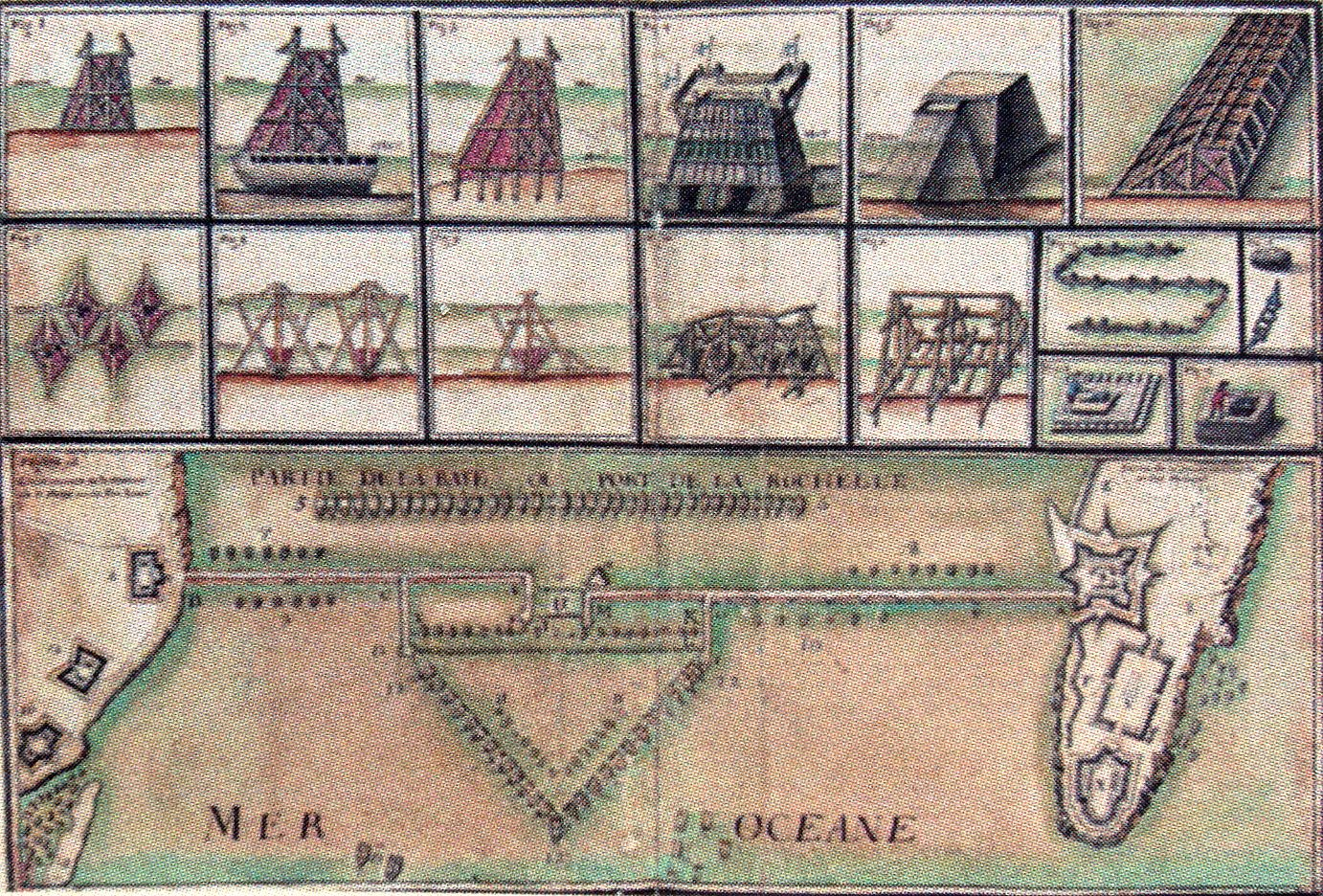
클레망 메트조가 설계한 두 번째 방파제.

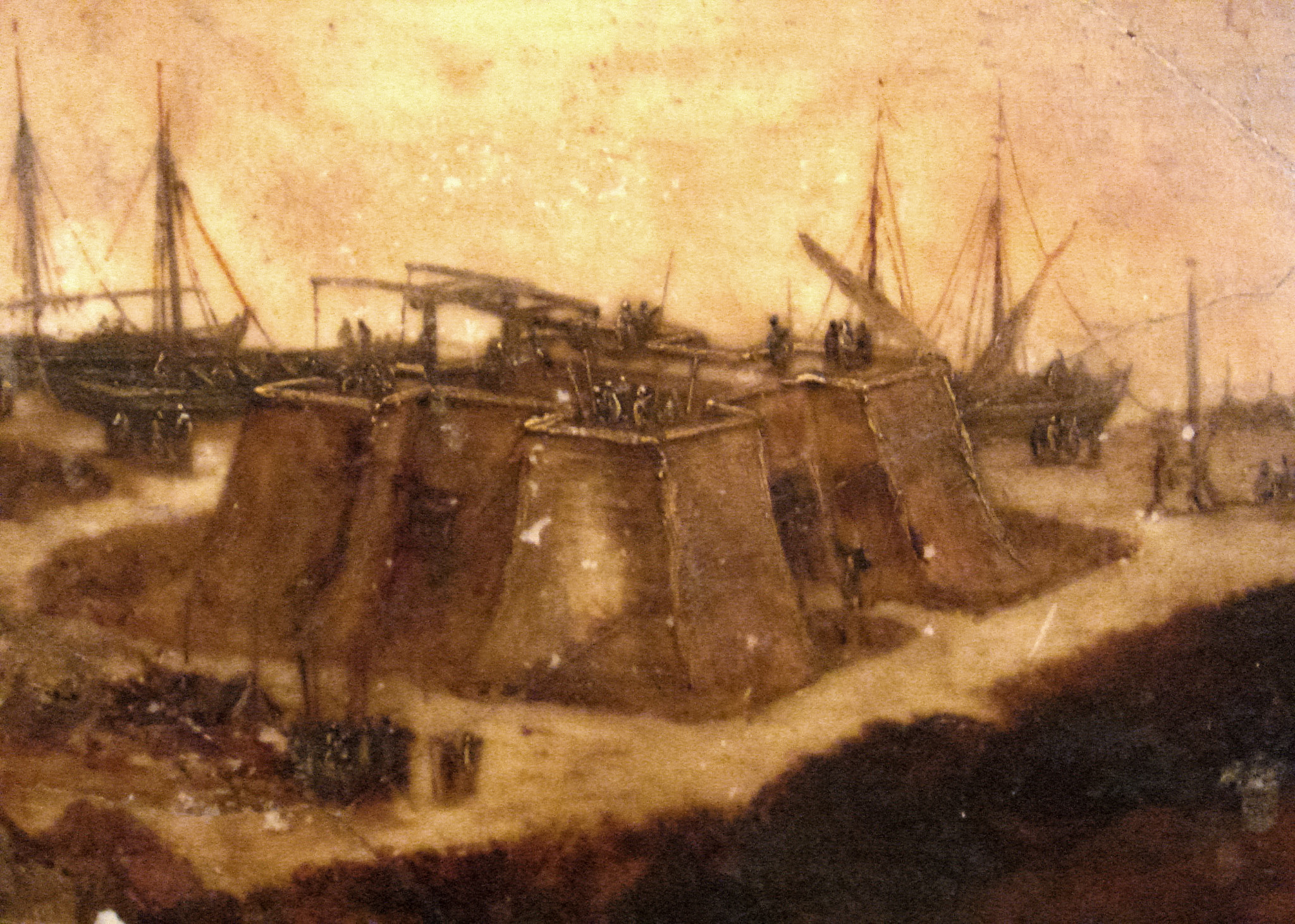
레 미님 지역에 건설된 국왕군 요새.

한편 국왕군은 앙굴렘의 샤를(Charles of Angoulême)이 이끄는 병사 7,000명, 기병 600명, 포 24문의 병력을 갖고 1627년 8월부터 라 로셸의 포위를 시작했다. 국왕군은 본그레느(Bongraine;현재 레 미님(Les Minimes)과 포트 루이(Fort Louis)를 증강했다.
1627년 9월 10일 라 로셸에서 포트 루이의 국왕국을 상대로 최초의 첫 대포가 발사되면서 제3차 위그노의 반란이 시작되었다. 라 로셸은 프랑스의 개신교인들의 도시 가운데 최대 도시였고, 위그노 저항의 본거지였다. 포위군은 리슐리외 추기경이 총사령관이 되었다.(당시 왕은 부재 중이었다.)
전투상태에 돌입한 국왕군의 공병부대는 길이 12km의 참호를 파서 요새 11개소, 보루 18개소에 이르는 포위선을 구축해 도시를 고립시켰다. 포위 요새들은 1628년 4월 전부 완성되어 병사 3,000명이 배치되었다.
국왕군은 또한 노동자 4,000명을 동원해 길이 1,400m의 긴 방파제(seawall)을 건설해 도시와 해상과의 교통을 끊었다. 해상에서 라 로셸에 보급하는 것을 방지하는 목적인 이 해협봉쇄작전은 이탈리아인 기술자 폼페오 타르곤(Pompeo Targone)의 제안에 의한 것이었으나, 이 건조물은 1627년 11월 겨울의 악천후에 의해 파괴되었고, 국왕군은 건축가 클레망 메트조(Clément Metézeau; 일명 메트조)에 의해 새롭게 방파제가 건설 되었다. 방파제를 건설할 때 돌을 만재한 폐선을 침몰 시켜 그것을 기반으로 하여 만들었다. 도시에 대한 보급을 방해하기 위해 잉글랜드 함대에 대해 국왕군의 포병대가 공격을 가했다.
한편 앙리 드 로앙은 남 프랑스에서 라 로셸을 구원하기 위해 반란을 주문해 시도했지만 실패했다. 2월까지 얼마간 배들이 건조물 아래 방파제를 통과해 지나갔으나 이것도 3월에는 불가능하게 되었다. 도시는 완벽하게 봉쇄되었고, 오직 남은 희망은 영국 함대가 개입하는 것 밖에는 없었다.

### 프랑스 왕국에 대한 외국의 지원

#### 네덜란드 지원
가톨릭 국가인 프랑스는 프로테스탄트의 라 로셸을 제압하기 위해 같은 프로테스탄트의 암스테르담 도시에서 선박을 임대했다. 그 때문에 프로테스탄트인 네덜란드의 선박에서 프랑스 병사들이 로마 가톨릭의 설교를 받는 것을 허락할 것인지 거부할 것인지가 암스테르담 시의회에서 논의되었다. 논의 결과 허용하지 않는다가 되었다. 네덜란드 선박은 프랑스 병사를 라 로셸에 수송했다. 프랑스는 합스부르크 왕가와 적대하는 네덜란드의 동맹국이 되었다.

#### 스페인 동맹
스페인은 라 로셸 공성전의 기회를 이용해 공통의 적인 잉글랜드, 위그노 그리고 네덜란드에 대해 프랑스와의 동맹체결을 위해 움직였다. 리슐리외는 스페인의 원조를 받아들였고 스페인은 30~40척의 군함을 카디스(Cadiz)에서 출항시켜 몰비앙만( Gulf of Morbihan)에 보내 전략적으로 지원을 확인 시켰으나버킹엄 공작의 일 드 레 철수로부터 3주일 후에 도착했다. 다만 중요한 점은 스페인 함대는 라 로셸 전방에 정박했지만 도시를 상대로 사실상의 작전을 실시하지 않았다.

### 잉글랜드의 구원 노력
잉글랜드는 라 로셸에 포위된 개신교인들을 구원하기 위해 다시 2번에 걸쳐 함대를 파견했다.

#### 제2차 라로셸 원정
첫 번째 덴비 백작 윌리엄 필딩(William Feilding, 1st Earl of Denbigh)이 이끄는 함대가 1628년 4월 출발했으나 교전하지 않고, 포츠머스(Portsmouth)로 귀환했다. 덴비 백작은 “나는 국왕의 배를 전투의 위험에 빠뜨릴 의무가 없었다. 부끄럽지만 포츠머스로 귀항할 수 밖에 없었다”라고 이야기 하였다.

#### 제3차 라로셸 원정
2번째 함대는 1628년 8월 린지 백작(Earl of Lindsey)이 함대의 제독이 되어 군함 29척, 상선 31척으로 구성되어 급파되었다. 9월 잉글랜드 함대는 라 로셸의 구원을 시도했다. 국왕군 진지에 포격한 후 방파제의 돌파를 시도했으나 실패로 끝나고 함대는 철수하게 되었다. 이것을 지켜보고 절망한 라 로셸은 10월 28일 항복했다.

## 후기

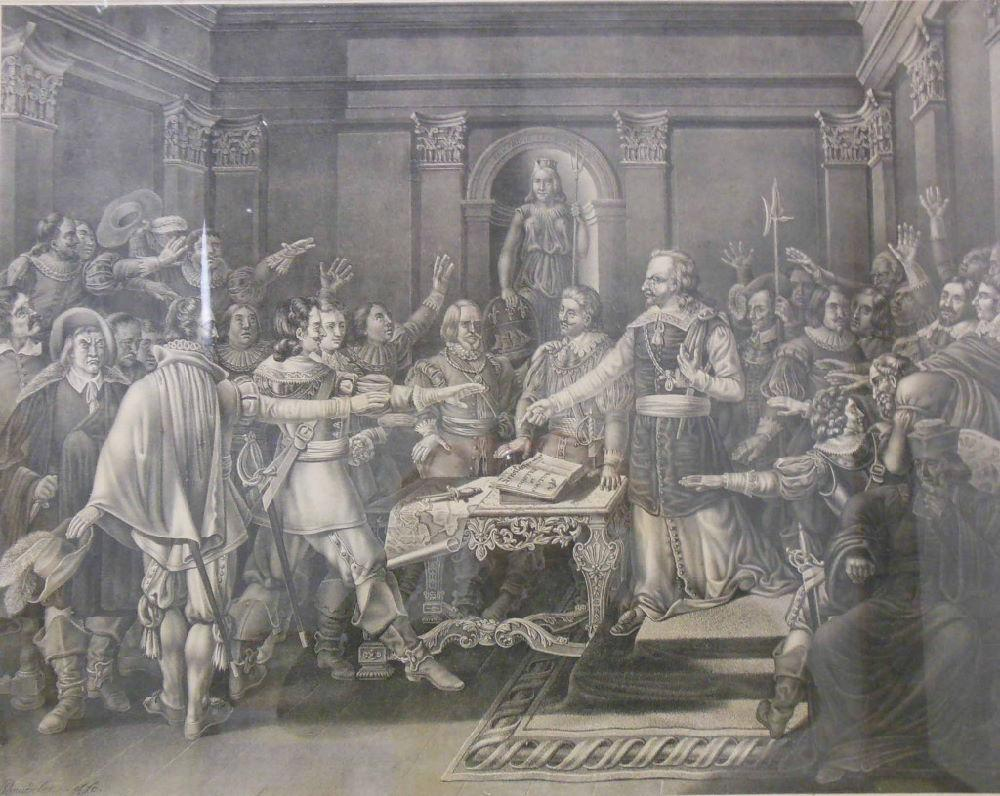
죽을 때까지 라 로셸을 방어할 것이라고 맹세하는 장 기통과 병사들.

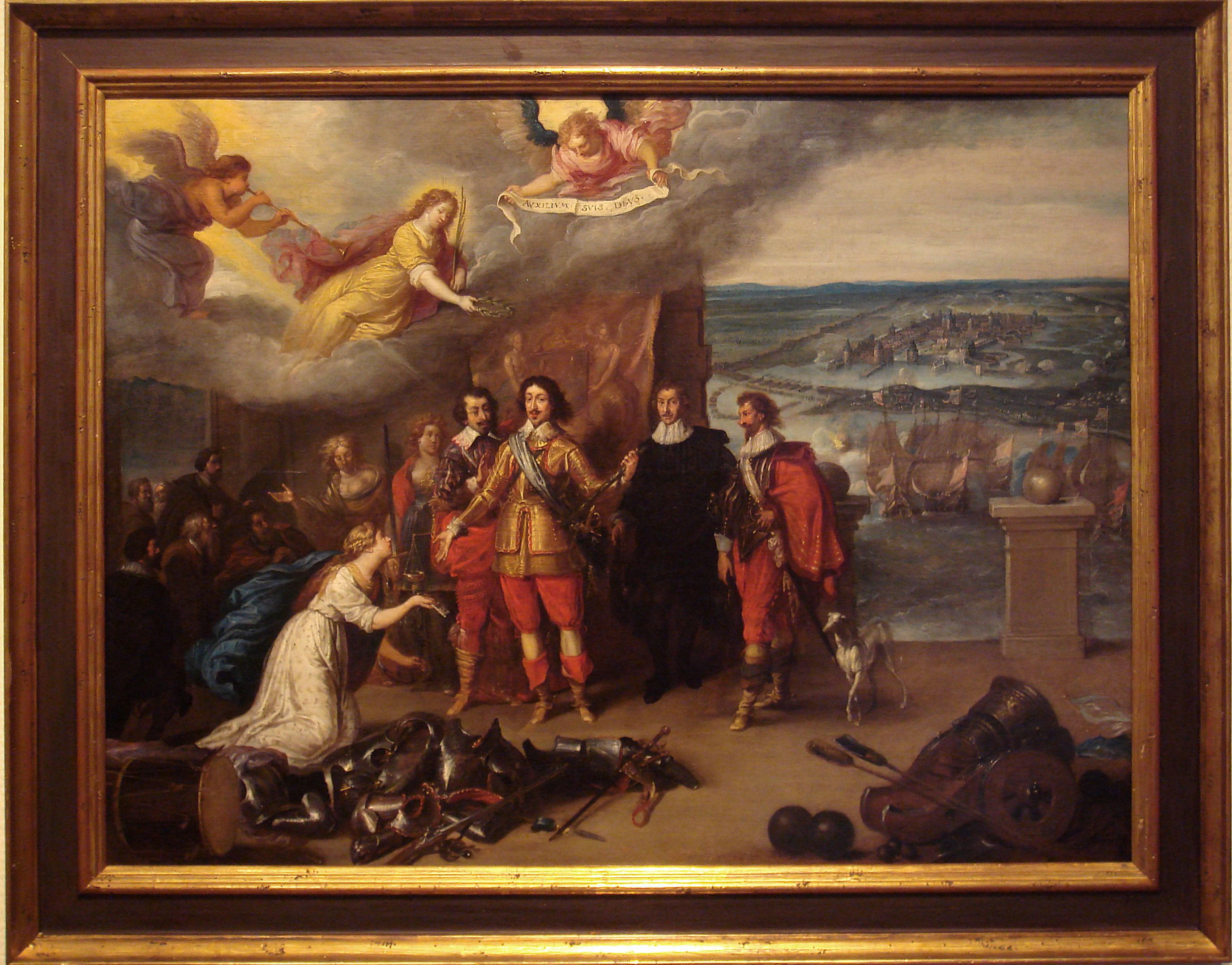
라 로셸의 항복, 17세기.

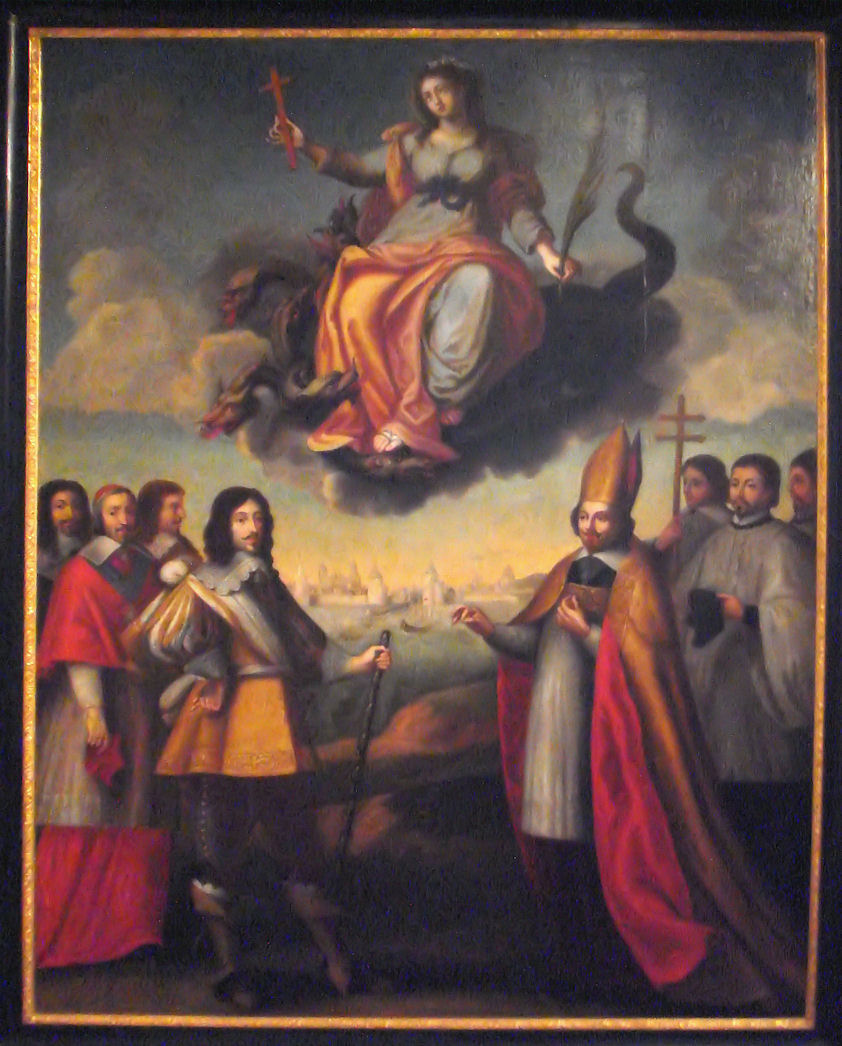
라 로셸에 입장하는 루이 13세, 피에르 Courtilleau.

라 로셸의 개신교인들은 잉글랜드의 구원이 서서히 절망적이 되는 와중에도 장 기통 시장 지휘하에서 14개월간 저항을 계속했다. 공성전의 전투와 기아, 질병에 의해 라 로셸의 인구는 27,000명에서 5,000명으로 감소했다.
항복은 무조건이었고, 알레의 화의( Peace of Alais)의 조건에 의해 위그노는 그들의 영지, 정치적 그리고 군사적 여러 특권을 잃어버리고, 낭트 칙령에 의해 허락되었던 신앙의 자유만 남게 되었다. 그들은 국왕의 자비 아래 놓이게 되었고, 루이 14세가 퐁텐블로 칙령으로 낭트 칙령을 철폐하고 개신교인들에 대해 가혹한 탄압을 시작했을 때는 저항할 수단이 없었다.
종교적 관점에서 바라본 라 로셸 공성전의 결과는 개신교인들의 정치적 기반을 무너뜨려 이후 퐁텐블로 칙령과 로마 가톨릭교회로의 강제 개종의 시작을 의미했다. 또 국왕이 프랑스 전 지역을 장악해 지방의 저항을 허용하지 않고 강력한 중앙정부를 이룰 수 있는 획기적인 일이 되었다. 직접적인 영향으로는 이 전투는 절대왕정 확립의 기초가 되어 현재까지 이어지는 프랑스의 제도에 장기적인 영향도 있었다.
프랑스 철학자 데카르트는 1627년 포위중인 전장을 방문한 것으로 알려져 있다.
이 공성전은 자크 칼로(Jacques Callot) 등 수많은 화가에 의해 그려졌다.

### 자크 칼로가 그린 것

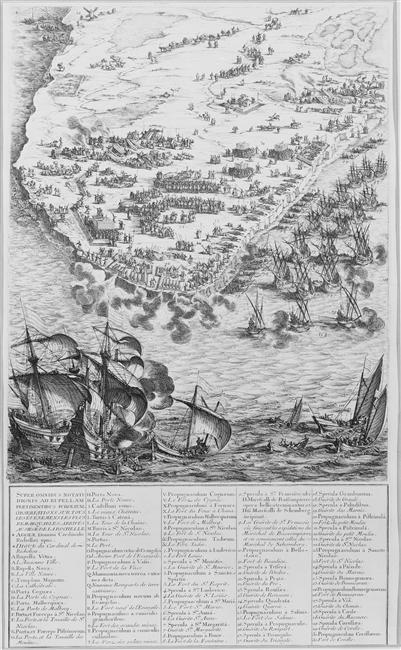
도판 1: 라 로셸 공성전
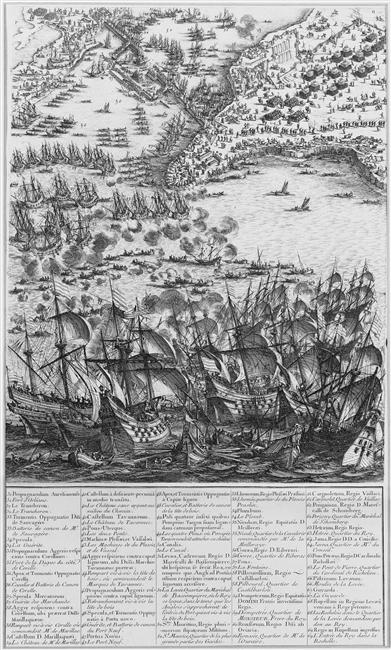
도판 2: 방파제와 레 미님.
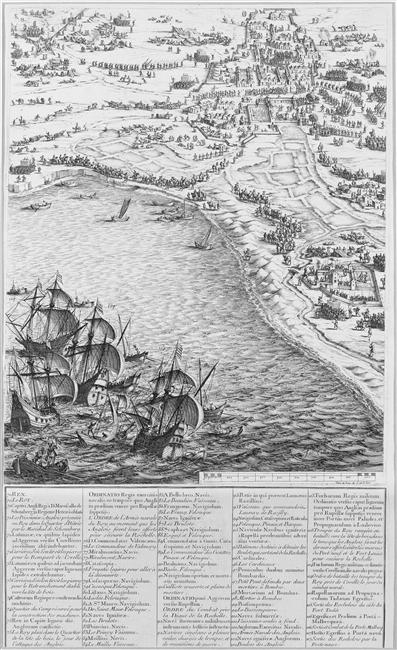
도판 3: 에트레.

### 자크 칼로 지도

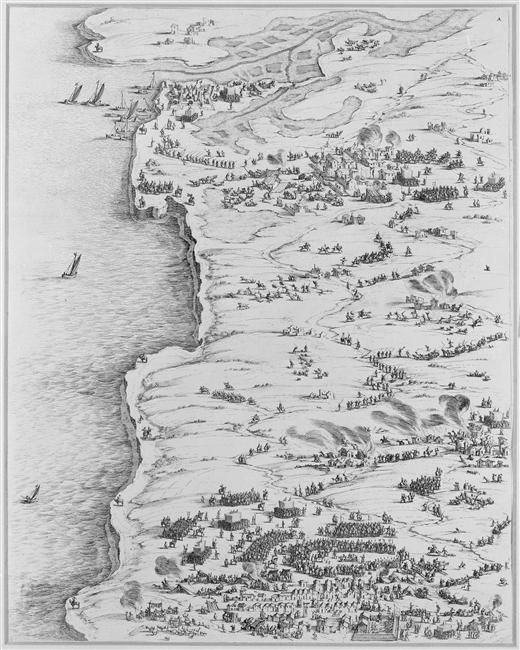
도판 4: 라 팔리스 지역과 라르.
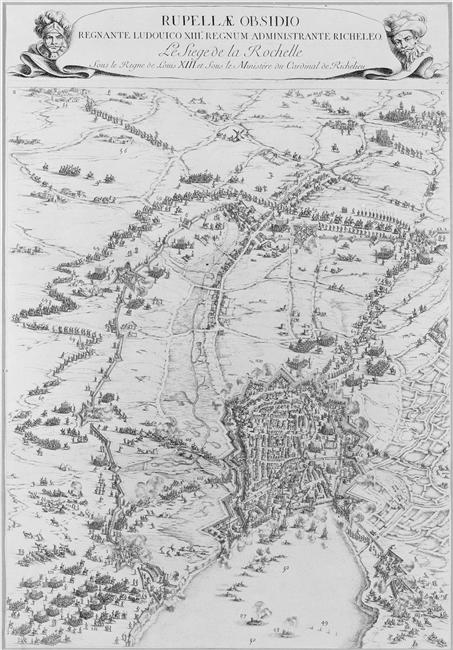
도판 5: 라 로셸 주변의 개관.
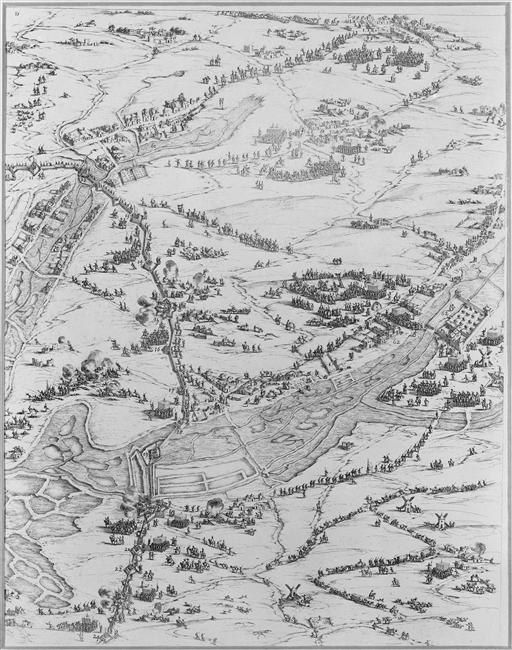
도판 6

### 기타

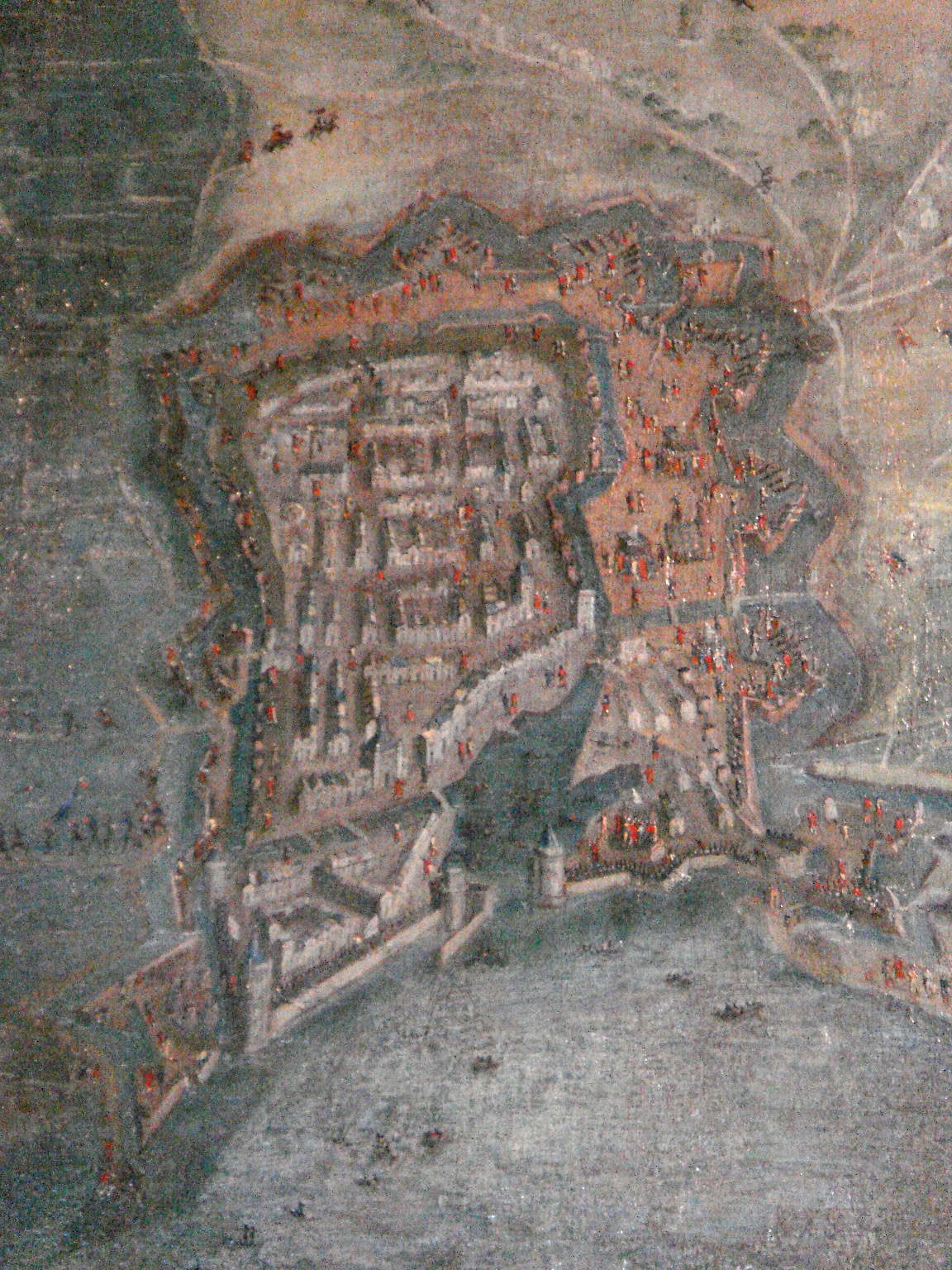
라 로셸 도시와 공성전 기간 방어 시설들, 작자불명, 17세기, 베르사이유.
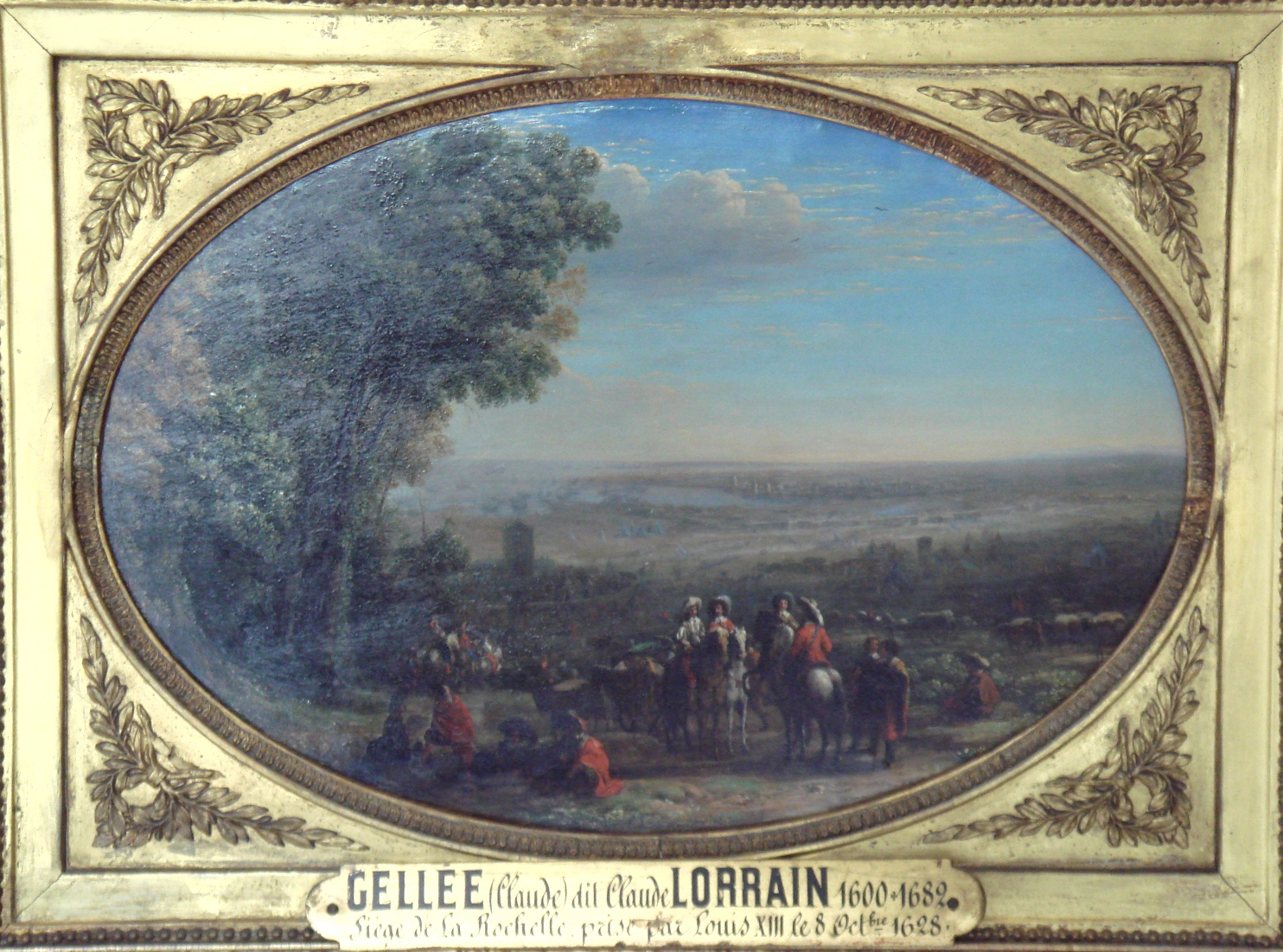
라 로셸의 공성전 클로드 로랭, 루브르 박물관.
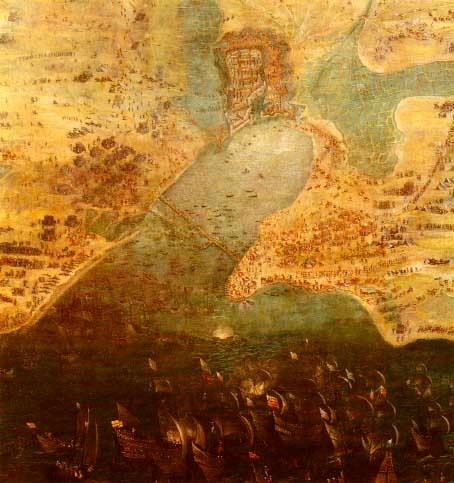
자크 칼로의 라 로셸 공성전, 다가오는 린지 백작과 영국 함대.

## 화폐
공성전 시기 로마 가톨릭교회와 왕국의 승리를 기념하기 위해 공성전의 모습을 묘사한 일련의 프로파간다의 동전을 주조했다. 이들 동전에는 왕국의 권력을 유익한 빛으로 묘사하는 동시에 도시와 영국의 노력을 하찮은 빛으로 보이게 하는 상징적인 방법을 사용해 공성전을 묘사했다.

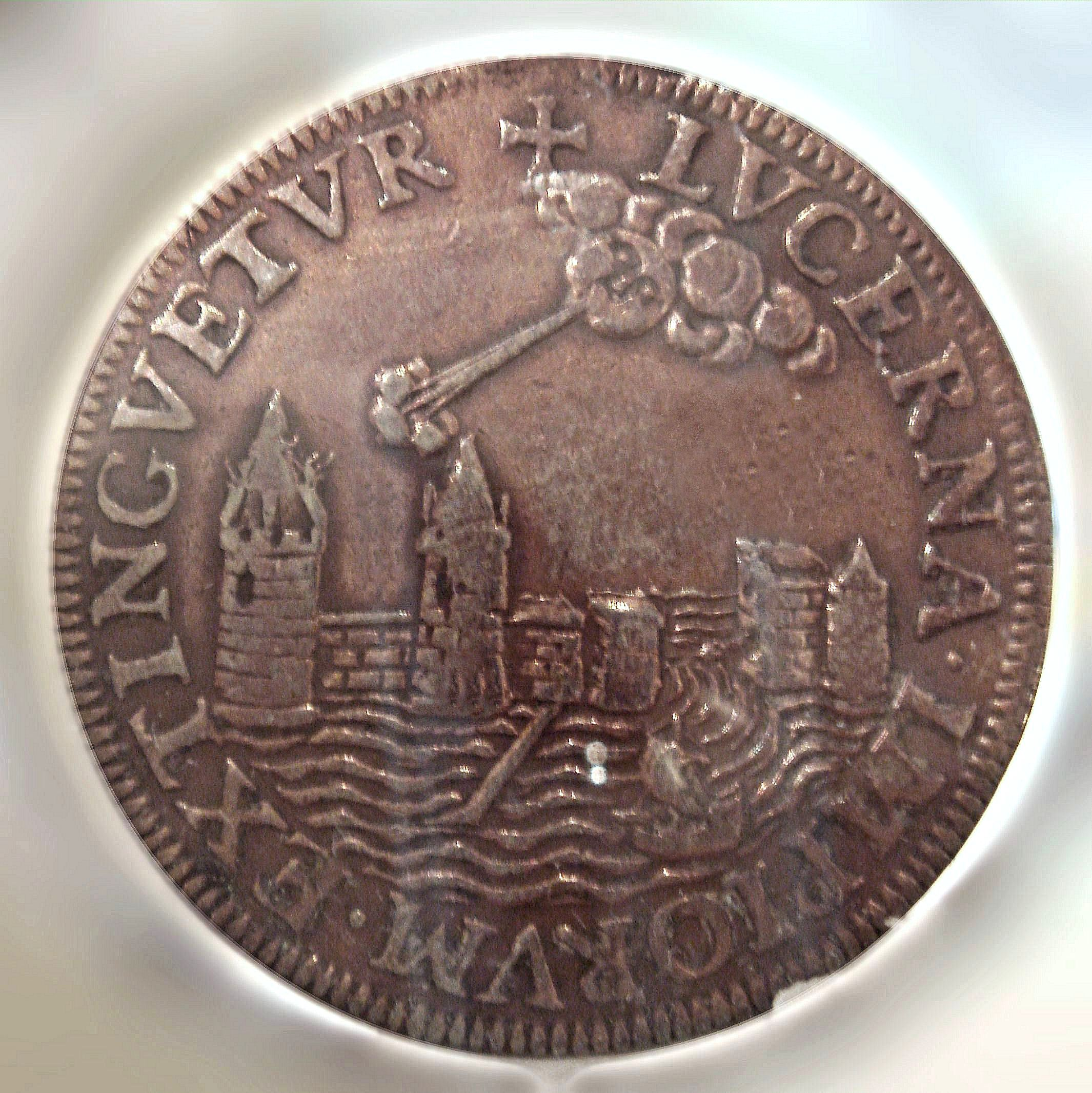
Lucerna Impiorum Extinguetur ("신성한 빛에 모두 제압되었다", 1626년.
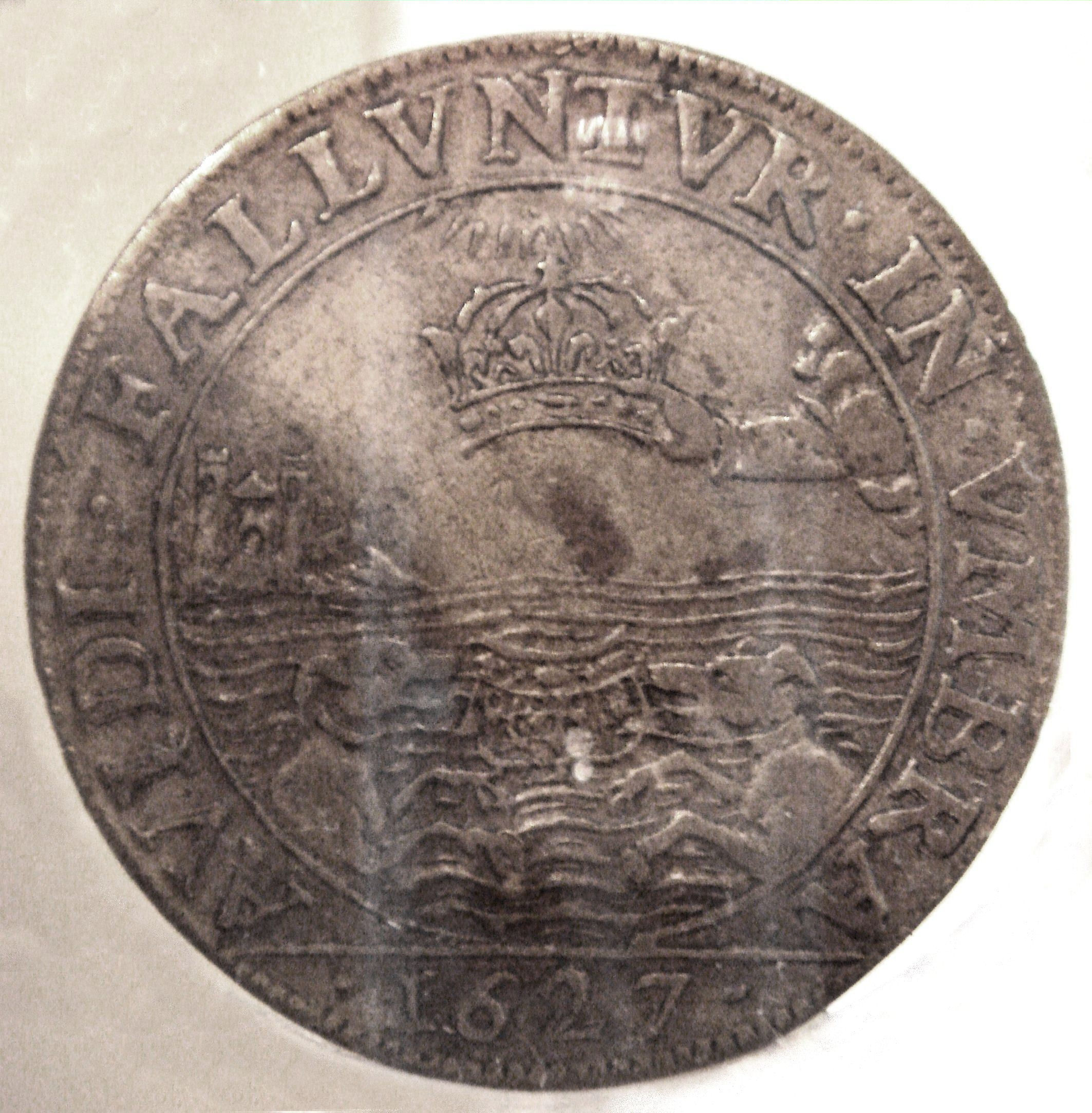
왕관을 비춘 물 주위에 있는 두 마리의 개, 1627년.
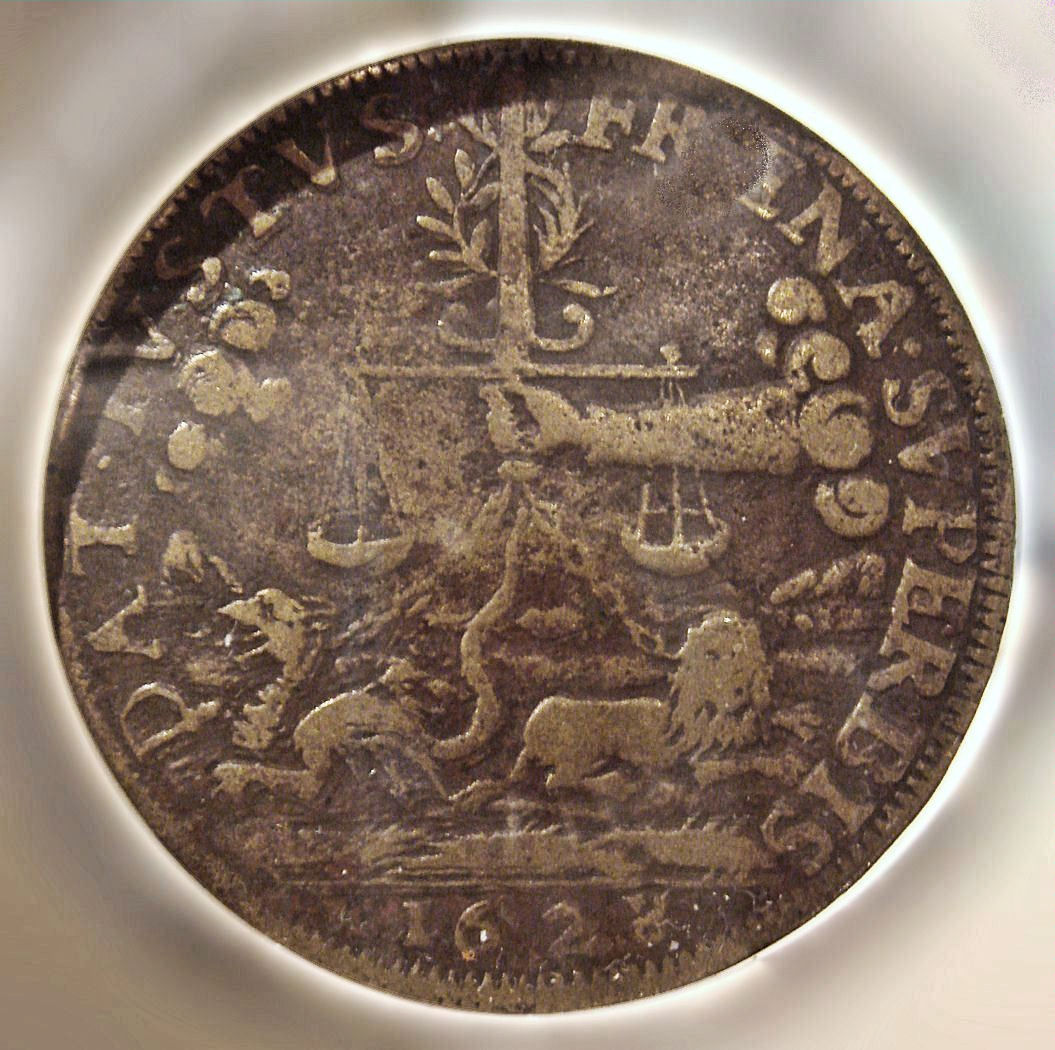
왕국의 팔 아래 지배당하는 용 (라 로셸)과 사자(잉글랜드), 1628년.
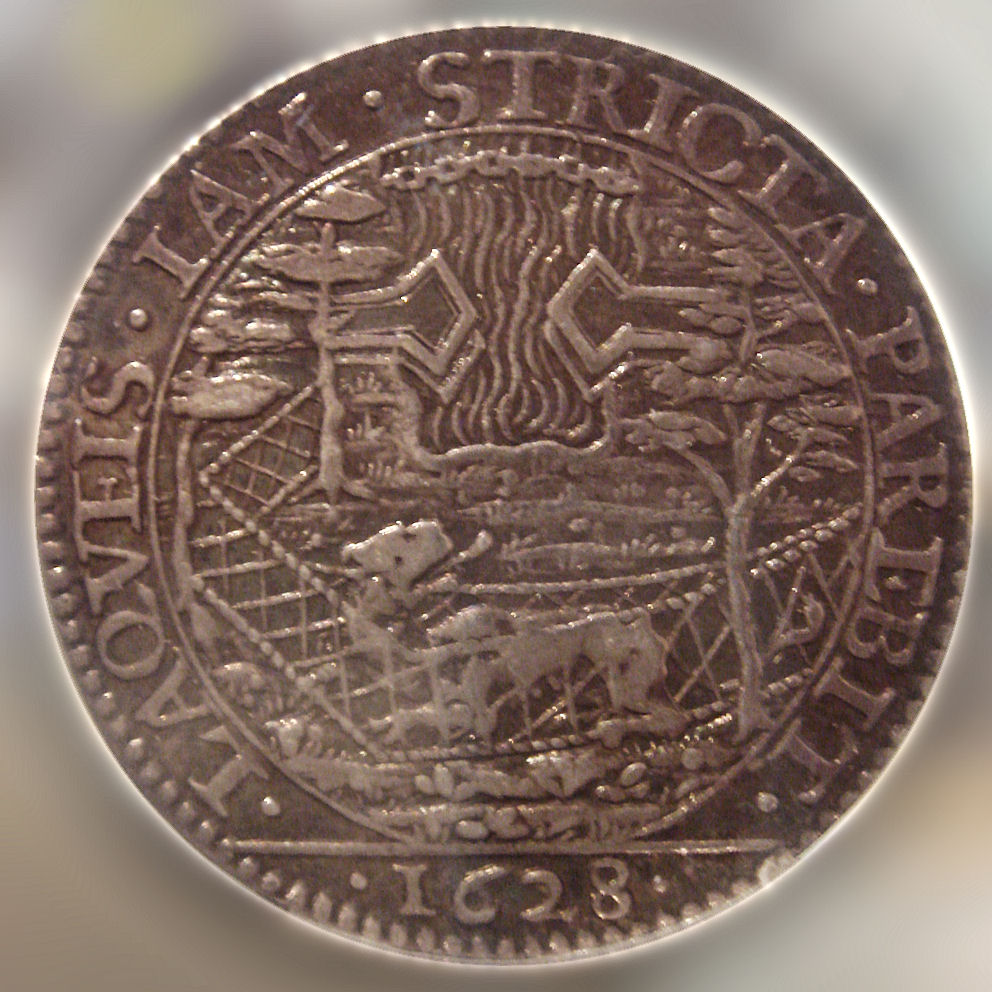
방파제 뒤에서 생포된 사자l, 1628년.
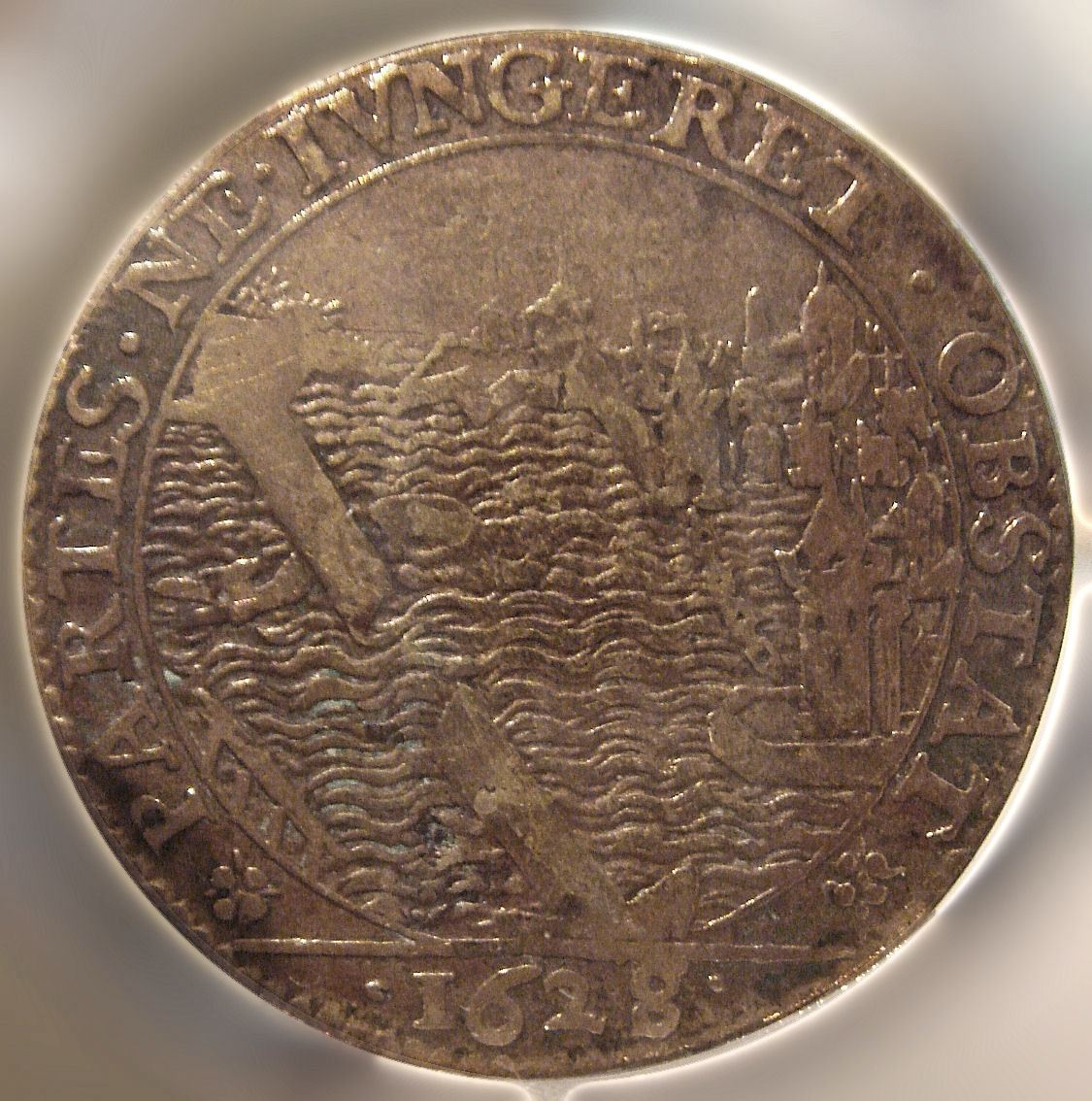
방파제에서 두 동강난 바다 괴물, 1628년.
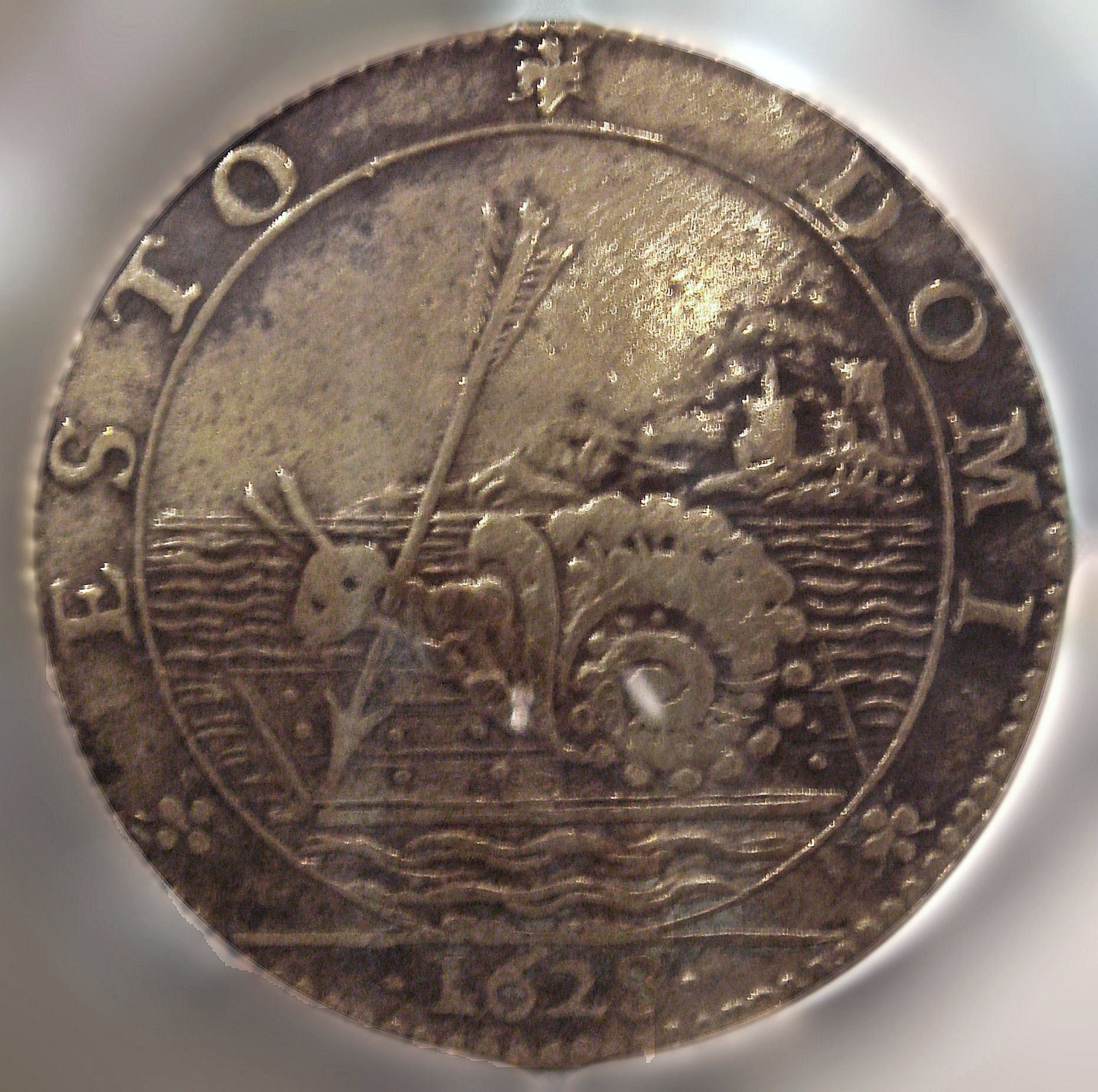
땟목위에 놓인 화살에 꿰뚫린 영국 달팽이, Esto Domi ("Go Home"), 1628년.
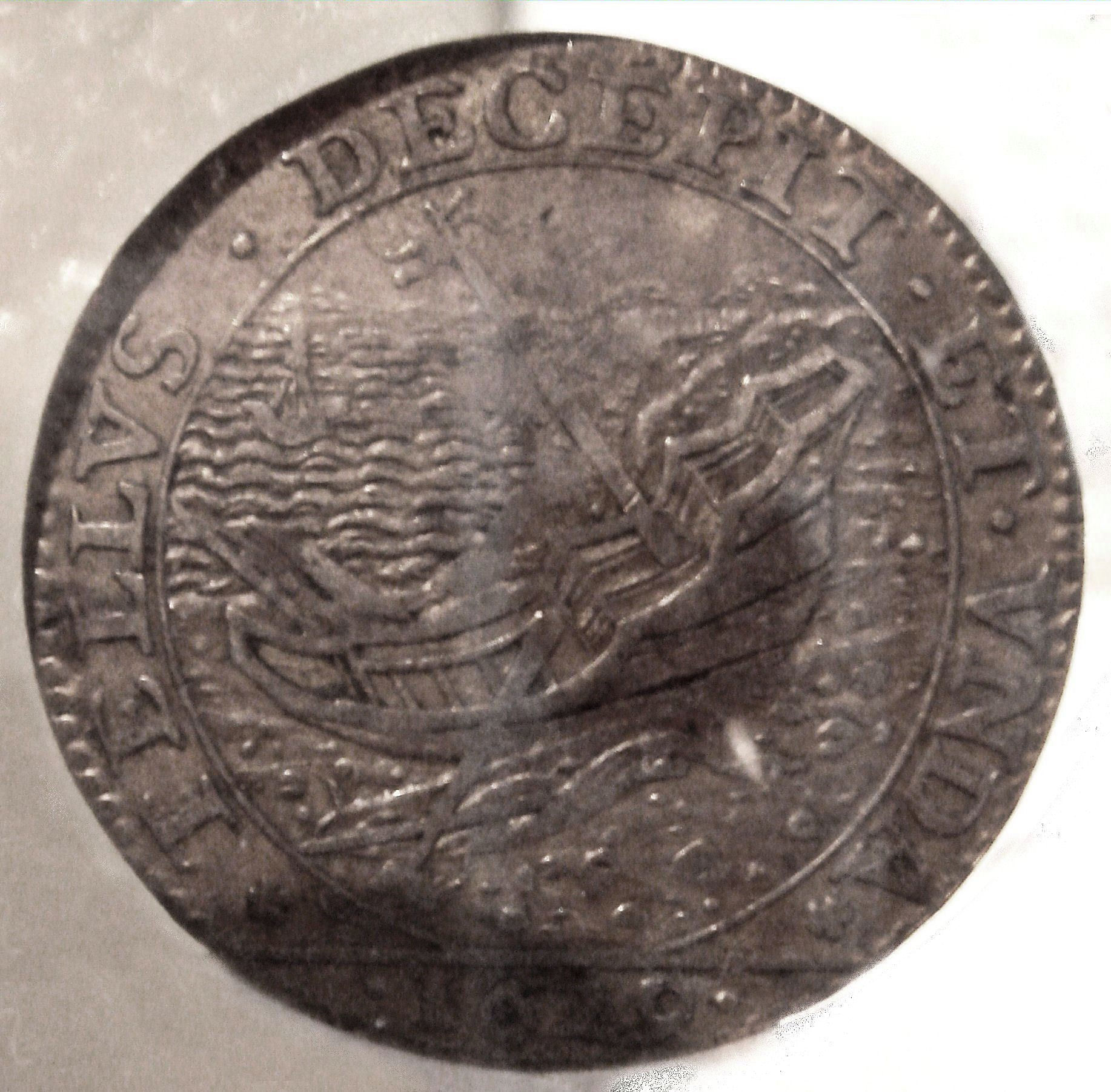
패배한 영국 배, Tellus decepit et Unda, 1629년.

## 공성전에 관련된 소설과 영화
또한 라 로셸 공성전은 알렉상드르 뒤마의 소설삼총사의 역사적 배경이 되었다. 책의 2번째 편과 관련해 영화 사총사에서 라 로셸 주변 등 몇가지 장면이 나온다.

## 참조
- Christopher Duffy Siege warfare: the fortress in the early modern world, 1494-1660 Routledge, 1979 ISBN 0-7100-8871-X